# マクラーレン・アルトゥーラ
アルトゥーラ (Artura) は、イギリスの自動車メーカーのマクラーレン・オートモーティブが設計製造するプラグインハイブリッドカーである。

## 概要
マクラーレン・オートモーティブは2018年にビジネスプラン「TRACK25」を発表した。そのビジネスプランの一つとして、2025年までにスポーツカーシリーズとスーパーカーシリーズをすべてハイブリッド化すると発表。2020年8月にハイブリッドカー専用の新プラットフォームである「マクラーレン・カーボン・ライトウェイト・アーキテクチャー（以下、MCLA）」を発表。同年10月に「ハイ・パフォーマンス・ハイブリッド（以下、HPH）」スーパーカーが最終テストを行ったことを公開。そのHPHスーパーカー第一弾が2021年2月にアルトゥーラとして発表された。
アルトゥーラはイギリスのシェフィールドに建設されたマクラーレン・コンポジット・テクノロジーセンターで製作されるMCLAを採用した初のモデルで、570Sの実質的な後継モデルにあたり、限定生産のP1を除き量産車のハイブリッドカーはアルトゥーラが初である。2021年4月13日に日本で初披露された。
生産当初から不具合が目立ち販売が何度も延期されていたが、2022年12月には致命的な欠陥の発見に伴う全車両の再生産が購入者に伝えられ、日本での納車実績はゼロのまま販売は無期延期となった。また、2023年には「エンジン低圧燃料ホースの不備」を理由に、リコール対象となっている。

### パワーユニット
エンジンは新設計されたM630型3.0 L (2,993 cc) V型6気筒ツインターボエンジンを搭載する。ターボチャージャーはエンジンの真上、いわゆるホットVに配置させるために、バンク角は市販のV型6気筒として世界初となる120度とした。そのエンジンにアキシャル・フラックスEモーター（アキシャル型モータ）が組み合わされる。エンジン単体で最高出力585 PS (430 kW) / 7,500 rpm、最大トルク585 N・m (59.7 kgf・m) / 2,250 - 7.000 rpmを発揮。モーター単体で最高出力95 PS、最大トルク225 N・m (22.9 kgf・m) を発揮し、モーターのみで最大130km/hまで加速可能。エンジンと合わせたシステム出力では、最高出力680 PS (500 kW) / 7,500 rpm、最大トルク720 N・m (73.4 kgf・m) / 2,250 - 7,000 rpmを発揮する。レッドゾーンは8,500 rpmとした。エンジン単体としては160 kgほどで、従来のマクラーレンV8エンジンより50Kg軽い。
ギアは新開発の8段DCT。フェラーリ・SF90ストラダーレなどと同じく、後進ギアは持たず、電動モーターを逆回転させることで後進させる仕組みである。これによりリバースギアが不要になり、前進ギアが1段増えたにもかかわらず、ギアボックスが従来から40 mm短縮した。
なおホンダ・NSXやフェラーリ・SF90ストラダーレはフロントアクスルにモーターを配置し、前輪も駆動するが、アルトゥーラには軽量化のためフロントにはモーターに配置されない。また、これにより従来のラインナップのとおりMR方式を踏襲するかたちとなった。7.4 kWhのリチウムイオンバッテリーはキャビン後方の下部に配置され、外部からも充電でき、EVSEケーブルを使用すると約2.5時間で80パーセントまで充電され、バッテリーのみで約30 kmの走行が可能である。

### パフォーマンス
マクラーレンによると、アルトゥーラは0 - 100 km/hまで2.9秒、0 - 200 km/hまで8.3秒、最高速度330 km/h、0 - 400 mまで10.7秒の加速が可能と公表している。